# Timiskaming District
Der Temiskaming District ist ein Verwaltungsbezirk im Nordosten der kanadischen Provinz Ontario. Hauptort ist Temiskaming Shores. Die Einwohnerzahl beträgt 32.251 (Stand: 2016), die Fläche 13.303,30 km², was einer Bevölkerungsdichte von 2,4 Einwohnern je km² entspricht. Der Bezirk entstand 1912 aus Teilen des Algoma District, des Nipissing District und des Sudbury District. 1921 wurde ein Teil an den neu gebildeten Cochrane District abgetreten.
Laut Umfragen rechnen sich rund 20 % der Einwohner im Bezirk zur französisch sprechenden Minderheit der Franko-Ontarier. Obwohl Ontario offiziell nicht zweisprachig ist, sind nach dem „French Language Services Act“ die Behörden hier verpflichtet ihre Dienstleistungen auch in französischer Sprache anzubieten.
|                  | Cochrane District                           |                                |
| Sudbury District | Kompassrose, die auf Nachbargemeinden zeigt | Abitibi-Témiscamingue (Québec) |
|                  | Nipissing District                          |                                |

## Administrative Gliederung

### Städte und Gemeinden
| Ort                | Status   | Bevölkerung (2016) |
| ------------------ | -------- | ------------------ |
| Armstrong          | Township | 1.166              |
| Brethour           | Township | 97                 |
| Casey              | Township | 368                |
| Chamberlain        | Township | 332                |
| Charlton and Dack  | Township | 686                |
| Cobalt             | Town     | 1.118              |
| Coleman            | Township | 595                |
| Englehart          | Town     | 1.479              |
| Evanturel          | Township | 449                |
| Gauthier           | Township | 138                |
| Harley             | Township | 551                |
| Harris             | Township | 545                |
| Hilliard           | Township | 223                |
| Hudson             | Township | 503                |
| James              | Township | 420                |
| Kerns              | Township | 358                |
| Kirkland Lake      | Town     | 7.981              |
| Larder Lake        | Township | 730                |
| Latchford          | Town     | 313                |
| Matachewan         | Township | 225                |
| McGarry            | Township | 609                |
| Temiskaming Shores | City     | 9.920              |
| Thornloe           | Village  | 112                |

### Gemeindefreie Gebiete
- Timiskaming, Unorganized, East Part
- Timiskaming, Unorganized, West Part

### Indianerreservationen
- Matachewan 72